# 叱列平
叱列平（504年—554年），字杀鬼，代郡西部（今山西省朔州市）人，北魏、东魏、北齐官员。

## 生平
叱列平家族世代为酋帅，高祖叱列𨱎石在魏太武帝拓跋焘末年跟随皇帝攻到瓜步，获赐爵临江伯，祖父叱列亿弥承袭临江伯，在魏孝文帝时期出任越骑校尉。叱列平容貌可观，须发美丽，擅长骑马射箭，袭爵第一领民酋长、临江伯。孝昌元年（525年），破六韩拔陵反叛，柔然在北魏的邀请下进攻破六韩拔陵，叱列平统帅部属跟随，有战功，补任别将。后来牧民叛乱，刘胡仑和斛律可那律等人同时反叛，朝廷任命斛律平为都督，讨伐平定了刘胡仑等人。建义元年四月十三日（528年5月17日），尔朱荣发动河阴之变，尔朱荣命令数十人拔刀走向魏孝庄帝元子攸行宫，魏孝庄帝与元劭、元子正一起走出帐外。尔朱荣之前派遣并州人郭罗刹、叱列平在魏孝庄帝身边侍卫，欺骗魏孝庄帝要防备，将魏孝庄帝抱进帐，其余的人当即杀死元劭和元子正。魏孝庄帝初年，叱列平出任武卫将军，跟随尔朱荣击败葛荣，平定元颢，升任中军都督、右卫将军，封廮陶县伯，食邑七百户。永安三年（530年），尔朱荣死后，叱列平与尔朱荣的妻子北乡公主以及尔朱世隆等人向北撤退。元晔登基为皇帝后，叱列平出任右卫将军，加京畿大都督。
当时尔朱氏猖狂弄权，叱列平经常担心祸乱危及自己，正遇到高欢在信都起兵，叱列平于是归附高欢。叱列平跟随平定邺城，在韩陵之战击败尔朱氏。尔朱仲远逃走后，高欢任命叱列平为东郡大行台。军队返回后，叱列平又跟随高欢平定了尔朱兆。后来叱列平跟随领军娄昭讨伐樊子鹄将他平定，出任使持节、华州刺史。武定元年（543年），高仲密反叛后，叱列平跟随高欢在邙山之战中击败宇文泰。武定初年，叱列平出任廓州刺史。武定五年（547年)），叱列平加仪同三司、镇守河阳。武定八年（550年），叱列平进爵为廮陶县侯。天保初年，叱列平出任兖州刺史，很快加开府，另封临洮县子。天保三年（552年），叱列平与各位将军讨伐江淮，攻克阳平郡。南梁围攻广陵，齐文宣帝高洋诏令叱列平统帅黄河以南各路军队前往支援，梁军撤退，叱列平返回。天保五年（554年）夏天，叱列平在兖州去世，虚岁五十一，朝廷赠予瀛沧幽三州诸军事、瀛州刺史、中书监，谥号莊惠。儿子叱列孝中继承爵位。

## 家庭

### 父亲
- 叱列尔归，一名归，北魏武卫将军、临江公[10]

### 子女
- 叱列孝中，北齐廮陶县侯
- 叱列长叉，北齐侍中、开府、领军、许昌王[11]
- 叱列毗沙，嫁北齐太傅、长乐文成王尉璨，封河间郡君，封长乐国妃，进位长乐太妃[10]
- 叱列寔，北齐仪同三司、雍郑义三州刺史、卫尉卿、兴乐县开国男[11]

## 延伸阅读
[在维基数据编辑]
 《北齊書/卷20》，出自李百药《北齊書》
 《北史·卷053》，出自李延壽《北史》